# Veliki južni komet iz leta 1880
Véliki južni komet iz leta 1880 (uradna oznaka je C/1880 C1) je komet, ki so ga opazili 1. februarja 1880.
Komet pripada Kreutzovi družini kometov (blizusončevi kometi).

## Odkritje
O prvih opažanjih poročajo iz Argentine in drugih dežel južne poloble. Najprej se je videl samo rep kometa, ker je komet še bil za obzorjem. Jedro kometa se je pokazalo šele 3. februarja.  Kometa niso videli na severni polobli.

## Značilnosti
Njegova tirnica je bila parabolična. Soncu se je najbolj približal 28. januarja 1880 na razdaljo okoli 0,006 a.e..
Že v začetku februarja je kazal rep, ki je bil dolg tudi 50°. Svetlost kometa je hitro padala. Zadnji dan opazovanja je bil 19. februar.